# Шенінген
Шенінген (нім. Schöningen) — місто в Німеччині, розташоване в землі Нижня Саксонія. Входить до складу району Гельмштедт.
Площа — 35,36 км2. Населення становить 11 121 ос. (станом на 31 грудня 2021).

## Уродженці
- Віллігіз (940—1011) — церковний і державний діяч Священної Римської імперії, 16-й архієпископ Майнца
- Пауль Фангер (1889—1945) — німецький військово-морський діяч, адмірал крігсмаріне.